# Chevrolet HHR
Chevrolet HHR – samochód osobowy typu minivan klasy kompaktowej produkowany pod amerykańską marką Chevrolet w latach 2005 – 2011.

## Historia i opis modelu

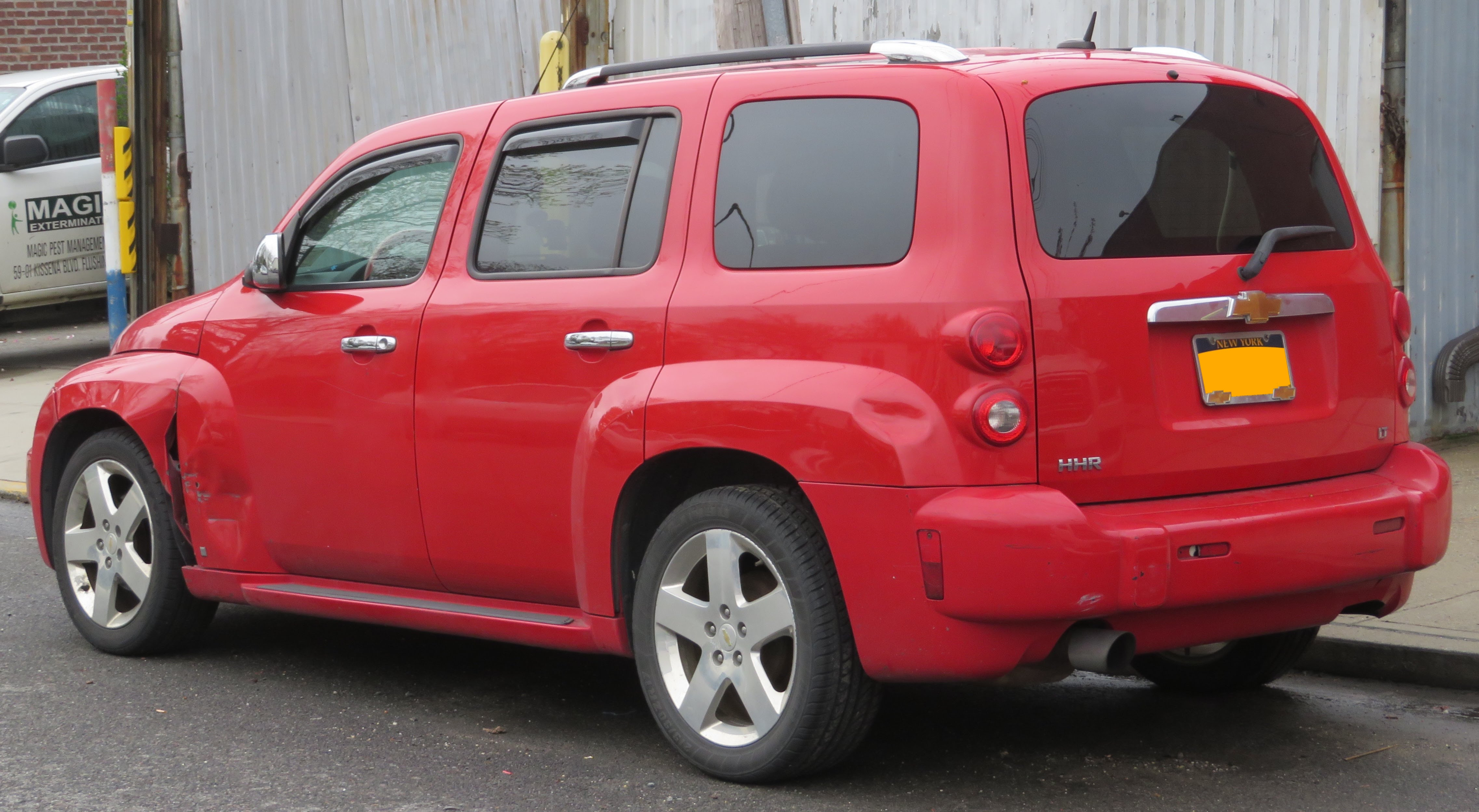
Chevrolet HHR - tył

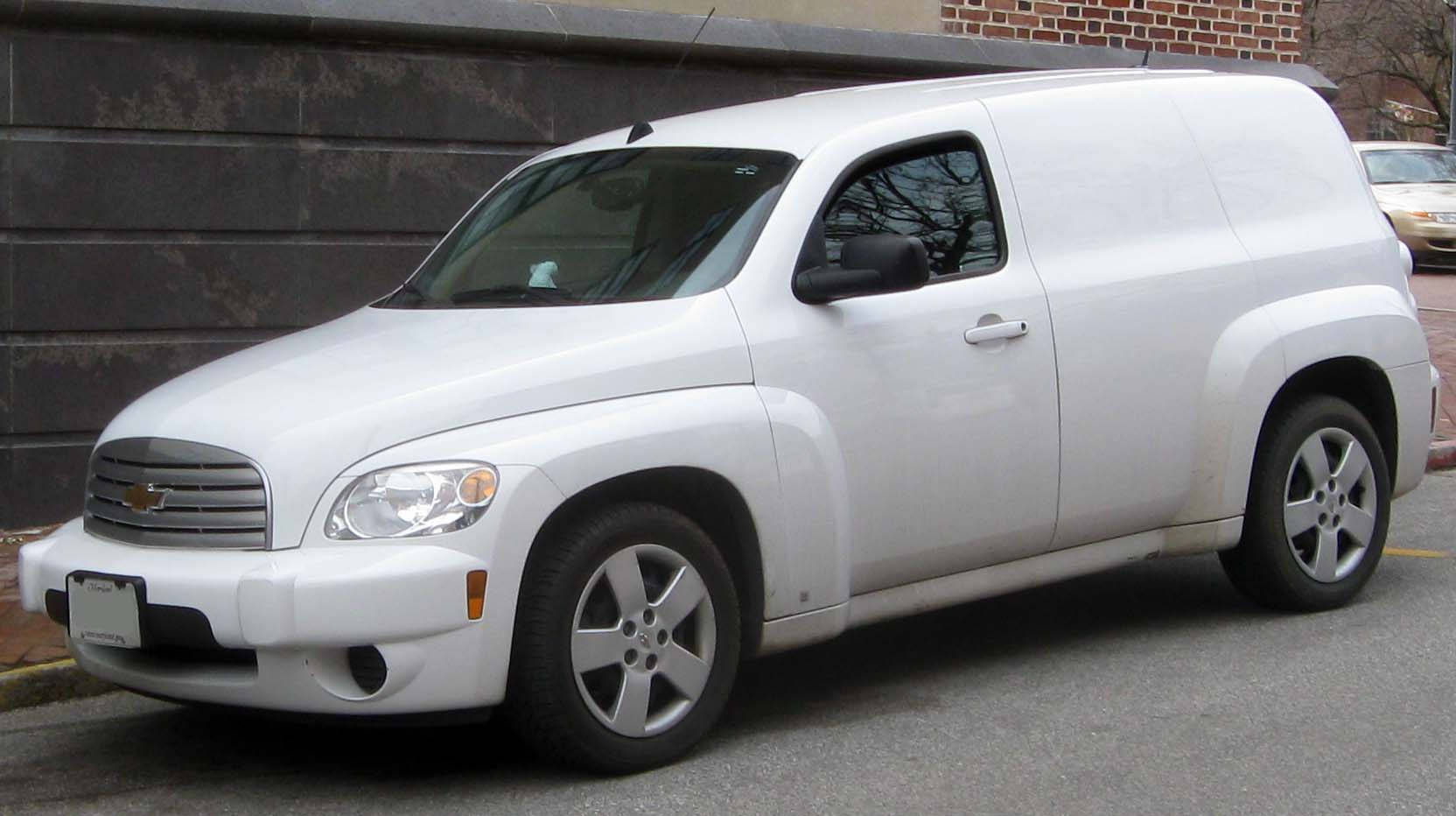
Chevrolet HHR Panel Van

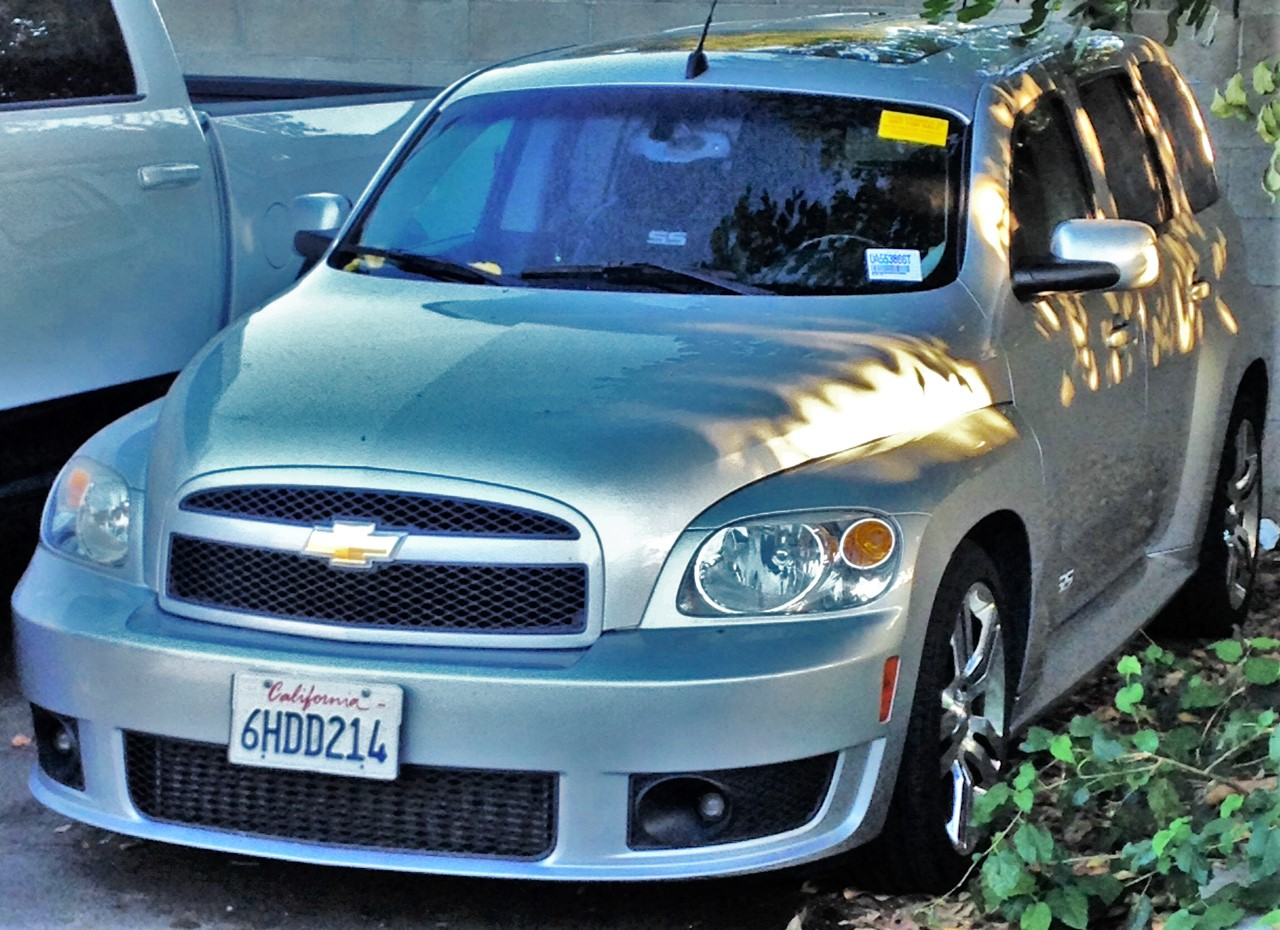
Chevrolet HHR SS

W sierpniu 2005 roku Chevrolet przedstawił kompaktowego minivana HHR jako kolejny, po pickupie SSR, model wykonany w estetyce retro. Samochód utrzymano w awangardowej formule nawiązującej do stylistyki klasycznego Chevroleta Suburbana z 1949 roku, akcentując to wyraźnie zarysowanymi nadkolami, wypukle zaznaczoną maską, a także podwójnymi tylnymi lampami w małych, okrągłych kloszach i niewielkiej, wysoko poprowadzonej linii okien. HHR to odpowiedź Chevroleta na konkurencyjnego Chryslera PT Cruiser.
Samochód opracowano na globalnej platformie Delta koncernu General Motors, na której oparto także pokrewne kompaktowe modele Chevrolet Cobalt, Saturn Ion oraz Saturn Astra oferowane równolegle w Ameryce Północnej.

### Panel Van
W październiku 2006 roku oferta Chevroleta HHR została poszerzona o odmianę dostawczą o nazwie HHR Panel Van. Od osobowej odmiany odróżniała się ona wygospodarowaniem przedziału transportowego zarówno w bagażniku, jak i pierwotnie drugim  rzędzie siedzeń, a także usunięciem tylnych bocznych okien i drzwi. W ten sposób, HHR Panel Van był pojazdem 3-drzwiowym.

### HHR SS
W sierpniu 2007 roku Chevrolet przedstawił topową, sportową odmianę HHR-a sygnowaną linią SS. Pod kątem wizualnym samochód zyskał dodatkowe nakładki na progi, a także większe alufelgi ze sportowym ogumieniem i inne wypełnienie atrapy chłodnicy. Technicznie z kolei  HHR SS napędzany był turbodoładowanym, 4-cylindrowym silnikiem benzynowym o pojemności 2 litrów i mocy 260 KM.

### Sprzedaż
W początkowych latach produkcji, Chevrolet HHR był sprzedawany wyłącznie na wewnętrznym na rynku Ameryki Północnej, jednak na początku 2007 roku europejski oddział General Motors poinformował, że model będzie oferowany także na rynku europejskim. Sprzedaż Chevroleta HHR rozpoczęła się we wrześniu tego samego roku, obejmując rynki Europy Zachodniej, a także Środkowej, zastępując na polu kompaktowego minivana dotychczasowy model Rezzo. Na polskim rynku pojazd oferowany był z jednym silnikiem, 170-konnym silnikiem benzynowym.
Z powodu wysokich kosztów eksportu, sprzedaż HHR w Europie zakończyła się po 2 latach w 2009 roku, z bilansem 2560 sprzedanych sztuk na całym kontynencie.

### Silniki
- L4 2.0l Ecotec
- L4 2.2l Ecotec
- L4 2.4l Ecotec